# Mesosemia menippus
Mesosemia menippus är en fjärilsart som beskrevs av Fabricius 1776. Mesosemia menippus ingår i släktet Mesosemia och familjen Riodinidae. Inga underarter finns listade i Catalogue of Life.